# Nazionale di bob della Bosnia ed Erzegovina
La nazionale di bob della Bosnia ed Erzegovina è la selezione che rappresenta la Bosnia ed Erzegovina nelle competizioni internazionali di bob.
Erede della storica Nazionale di bob della Jugoslavia che ebbe l'apice nelle Olimpiadi di Sarajevo 1984, la squadra bosniaca ha preso parte a due edizioni dei Giochi olimpici invernali.

## Storia

Pista del Trebević nel 1983

Rispetto ad altri paesi europei, la Jugoslavia non aveva una tradizione sportiva nello slittino e nel bob, pertanto non esisteva una struttura professionale per questi sport. Tuttavia nel 1977, dopo l'assegnazione dei giochi olimpici invernali alla città di Sarajevo (oggi capitale della Bosnia), si avviò il progetto di realizzare una pista da bob e slittino. Dopo l'approvazione del progetto esecutivo, la costruzione della pista iniziò il 1º giugno 1981, terminando il 30 settembre 1982, con un costo di 563.209.000 dinari. La prima competizione internazionale di rilievo organizzata sulla pista di Sarajevo furono i Campionati europei di bob 1983. Durante le Olimpiadi di Sarajevo 1984, le gare di slittino si svolsero davanti ad un pubblico di 20.000 persone, mentre quelle di bob ebbero 30.000 spettatori. Negli anni successivi, la pista del Trebević ospitò diverse gare di Coppa del mondo, fino allo scoppio delle guerre jugoslave nel 1991, che l'anno successivo generarono la guerra in Bosnia ed Erzegovina. La pista di bob e slittino venne danneggiata durante l'assedio di Sarajevo, poiché utilizzata come posizione d'artiglieria dalle forze serbo-bosniache.
Nel 1993 Zdravko Stojnić e Nihad Mameledzija riuscirono a fuggire da Sarajevo per partecipare ad una gara internazionale di bob a Innsbruck, dove giunsero al 32º posto su 37 squadre, a bordo di un bob vecchio di nove anni e privo di diverse viti, donato dal Comitato olimpico tedesco; successivamente ritornarono a Sarajevo.
Mentre erano ancora in corso i combattimenti della guerra in Bosnia ed Erzegovina, il Comitato Olimpico Internazionale e quello norvegese ospitarono diversi rifugiati bosniaci di vari sport per allenarsi a Lillehammer in vista delle olimpiadi di Lillehammer. Grazie a voli messi a dispodiziibe dalle Nazioni Unite, i bobbisti di Sarajevo riuscirono ad arrivare in Norvegia alla fine di gennaio del 1994, ma solo con un bob a due. La Nazionale di bob dei Paesi Bassi decise allora di donare la loro vecchia attrezzatura, che però si rivelò essere quella usata dieci anni prima, proprio alle Olimpiadi di Sarajevo 1984. Ad ogni modo, i bosniaci decisero di gareggiare ugualmente con quel bob a quattro fatiscente:
(Nizar Zaciragić)

La squadra si presentò alle gare di bob delle Olimpiadi di Lillehammer 1994 con un quartetto multietnico composto da due musulmani bosniaci, un croato e un serbo: 
(Igor Boras)
I bosniaci si classificarono al 29º posto (ultimo) nella gara del bob a quattro,. Nel bob a due la coppia Zdravko Stojnić e Zoran Sokolović (che già aveva gareggiato a Sarajevo 1984) ottenne il 33º posto (su 43 equipaggi). Al termine dei giochi olimpici l'intera squadra di bob fu invitata negli Stati Uniti d'America, dove ricevette il premio "Custode della Fiamma" dell'American University di Washington, dove venne ospitata per un semestre.
La nazionale bosniaca si ripresentò alle Olimpiadi di Nagano 1998, dove il portabandiera Mario Franjić ebbe l'onore di portare alla cerimonia d'apertura dei Giochi e per la prima volta in ambito internazionale la nuova bandiera della Bosnia ed Erzegovina, appena adottata dal parlamento bosniaco il 4 febbraio 1998 e che venne portata in Giappone con un volo speciale da Sarajevo.
Nella gara a due Zoran Sokolović con il fratello Ognjen Sokolović giunsero al 31º posto, mentre i quartetto di Zoran Sokolović, Nihad Mameledzija, Edin Krupalija e Mario Franjić giuse al 25º posto.
Alle Olimpiadi di Salt Lake City 2002 due bobbisti bosniaci di etnia croata (Rašo Vucinić e Vuk Rađenović) parteciparono alla gara di bob a quattro con la Nazionale di bob della Jugoslavia, classificandosi al 25º posto davanti alla Nazionale di bob della Croazia.
Nel 2002 Edin Krupalija fondò il club di bob "G5" di Sarajevo, unica squadra di club esistente sul territorio della Bosnia ed Erzegovina con 15 membri che componevano la nazionale. Alla Tirol Cup del gennaio 2006, la squadra nazionale di bob a due della Bosnia-Erzegovina (Elmedin Hećo e Salih Keljalić) vinse la medaglia d'oro nella storia bobbistica del paese, grazie ad un bob prestato dalla federazione croata e i pattini prestati dalla Germania.

## Partecipazione ai giochi olimpici invernali

### Bob a quattro maschile
| anno | città       | classifica | composizione                                                      |
| ---- | ----------- | ---------- | ----------------------------------------------------------------- |
| 1994 | Lillehammer | 29°        | Zoran Sokolović, Izet Haračić, Nizar Zaciragić, Igor Boras        |
| 1998 | Nagano      | 25°        | Zoran Sokolović, Nihad Mameledzija, Edin Krupalija, Mario Franjić |

### Bob a due maschile
| anno | città       | classifica | composizione                      |
| ---- | ----------- | ---------- | --------------------------------- |
| 1994 | Lillehammer | 33°        | Zoran Sokolović, Zdravko Stojnić  |
| 1998 | Nagano      | 31°        | Zoran Sokolović, Ognjen Sokolović |